# Helena Bargholtz
Helena Elisabet Bargholtz, född 3 april 1942 i Klara församling, Stockholms stad, är en svensk politiker (folkpartist). Hon var riksdagsledamot 1998–2006 och 2008–2010, invald för Stockholms läns valkrets, samt ordförande i Liberala kvinnor (före detta Folkpartiets kvinnoförbund) 1997–2006.
Under sin första period i riksdagen var hon bland annat ledamot i konstitutionsutskottet och 2003–2006 ledamot i Europarådets svenska delegation. Hon blev i oktober 2008 åter riksdagsledamot som statsrådsersättare för Lars Leijonborg och när denne slutade i både riksdag och regering sommaren 2009 blev Bargholtz ordinarie ledamot.
Bargholtz har engagerat sig i bland annat grundlags- och jämställdhetsfrågor.